# Pablo Garrido Vargas

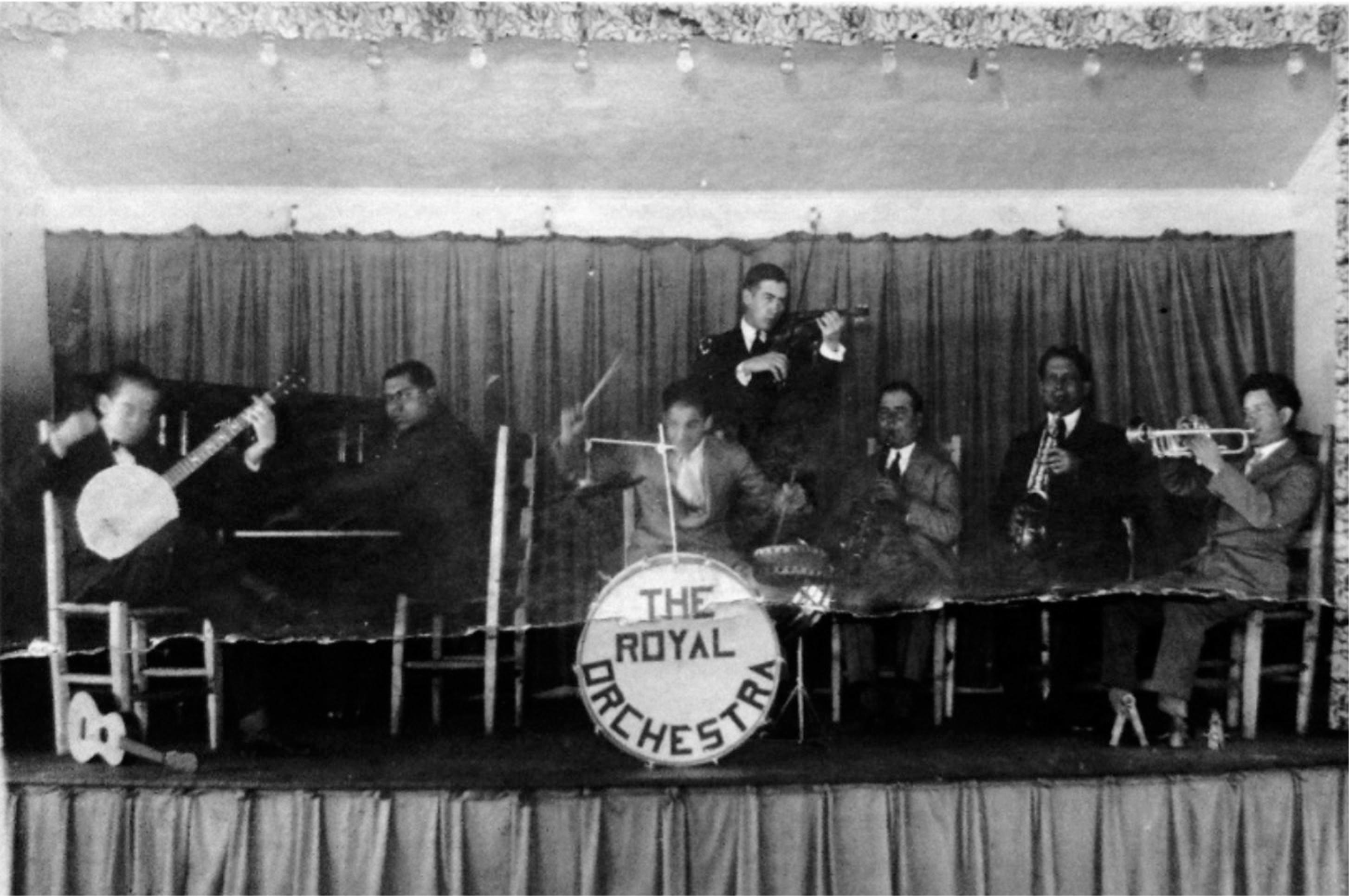
Imagen de The Royal Orchestra de Pablo Garrido en Valparaíso, 1925

Pablo Garrido Vargas ( Valparaíso 26 de marzo de 1905-Santiago 14 de septiembre de 1982) fue un músico, compositor, escritor e investigador musical chileno, conocido por ser uno de los pioneros en el desarrollo del jazz en Chile, además sobre sus trabajos sobre la cueca.

## Primeros años
Nace en 1905 en Valparaíso, siendo de una familia de artistas, sus primero estudios musicales parten a la temprana edad de 4 años, interesado primero por el piano y canto, participaba en el coro de su escuela Mackay School de Viña del Mar. En 1913 tuvo de un accidente con un tranvía pierde la pierna derecha, luego del cual reemplaza el piano por el violín y la viola. Participó en una orquesta de música popular dirigida por su hermano mayor Juan Santiago Garrido. En 1923, con 18 años, estrenó su primera composición Tonada.

## Trayectoria

### Pionero del jazz en Chile
En la década de 1920, Valparaíso era una ciudad cosmopolita por su condición de puerto, existián salones de bailes donde acudián marinos estadounidenses con instrumentos musicales y discos de jazz, donde se escuchaba y bailaba esta novedad musical. A estos salones acudían músicos locales entre ellos Pablo Garrido.  Pablo sorprendido por nueva música procedente de Norteamérica recluta músicos locales y forma la Royal Orchestral, la primera banda de jazz chilena, la cual dirige, con los cuales el día 19 de junio de 1924 se presentario en el Cabaret Royal, un local que se ubicaba en la calle Victoria en Valparaíso, luego siguieron presentaciones en el Salón Víctor y en la confitería Colón también ubicados en Valparaíso. Posteriormente formaria parte y dirigiría varias orquestas y bandas como la orquesta del Casino Municipal de Viña del Mar, los conjuntos de varios locales nocturnos o "boites" y además del trío Los Dodos. En 1935, presentaría por primera vez en Chile, la famosa Rhapsody in Blue de George Gershwin, una importa obra música de música docta con influencias de jazz, además compusó otras obras como Jazz Window en 1930, considerada la primera de música docta para saxofón alto en Chile, Black fire  y Rapsodia chilena para piano y orquesta de 1937.
Entre 1926 y 1932, hizo viajes por otros países de Latinoamérica y en Europa, donde ve actuar a figuras destacadas del género como Paul Whiteman, George Gershwin y Duke Ellington,  en 1935 escribe en la revista Para todos, una serie de seis crónicas llamada Recuento integral del jazz en Chile, relato único sobre los inicios del jazz en Chile. Escribió columnas en el diario Las Últimas Noticias entre 1938 y 1939, llamada «Las crónicas de Pablo Garrido» donde narras sus experiencias en sus viajes al extranjero, de clubes y artistas, además en  1939 a página completa «Cómo debe trabajar un orquestador de jazz» donde da consejos sobre como ser director de orquesta de jazz.

### Investigador y divulgador del folclore chileno
En la década de 1940 se aleja del jazz, para abocarse a la labor de investigador del folclore chileno, en 1943 lideró la Caravana de la Música Chilena, un proyecto itinerante  con el que recorrió Chile y Argentina, en esta participaron la cantante Carmen del Río, Luis Silva en el cello y la guitarra, Pedro Mesías en el piano, y Garrido junto a Luis Aguirre Pinto, tocaban los violines,Interpretaban temas de música criolla, mapuche y pascuense, además compositores clásicos chilenos cercanos a la música popular como Pedro Humberto Allende. Hizo giras por Nueva York (1948-52), Centroamérica y Sudamérica ( 1958-60) y Europa (1965-66), donde dictaba conferencias sobre música folclórica chilena. En 1944, Pablo grabó un documental sobre la Fiesta de La Tirana. Sus trabajos más famosos en estos años fueron los libros que escribió la cueca como Biografía de la cueca de 1943 y  el Historial de la cueca de 1979, siendo famoso por defender la teoría de las raíces africanas que tiene esta danza.

## Homenajes
En 2021, se creó un disco homenaje llamado Obras Escogidas de Pablo Garrido, como un proyecto realizado por la investigadora de la Universidad de Playa Ancha Eileen Karmy Bolton y el músico, curador y digitalizador de partituras, Cristian Molina Torres. Realizado a partir del rescate de partituras del autor alojadas en el Centro de Documentación e Investigación Musical de la Facultad de Artes de la Universidad de Chile, en el disco participaron la cantante Elvira López, el violinista Miguel Ángel Muñoz Saavedra, y los pianistas Carmen Paz González, Bruno Simonetti y Danilo Rodríguez.
En 2024, al cumplirse 100 de la primera presentación de jazz en Chile, se declaró a Pablo Garrido como hijo ilustre de Valparaíso, para ello se programaron una serie de conciertos en el Teatro Municipal de Valparaíso y en el Parque Cultural de Valparaíso, mientras que en la Sala Isidora Zegers de Universidad de Chile en Santiago se reestrenó "Rapsodia chilena sobre un tema tradicional" de 1937.